# Джиммі Севіл
Сер Джеймс Вілсон Вінсент Севіл (англ. Sir James Wilson Vincent Savile; 31 жовтня 1926 – 29 жовтня 2011) — англійський діджей та теле- і радіоведучий, який вів такі шоу BBC як Top of the Pops та Jim'll Fix It.